# Lijn van de Marokkaanse troonopvolging
De troonopvolging van Marokko wordt beschreven in artikel 20 van de grondwet van 1996. De kroon gaat via erfopvolging, via eerstgeboorterecht, over op de mannelijke nakomelingen van koning Hassan II, tenzij de koning, tijdens zijn leven, een andere zoon aanwijst als opvolger in plaats van de oudste zoon. In het geval dat er geen directe mannelijke afstammelingen zijn, zal de kroon, onder dezelfde condities, overgaan op de dichtste mannelijke verwant, momenteel prins Moulay Hicham, zoon van de overleden Moulay Abdallah, een broer van koning Hassan II. 

## Huidige lijst van opvolging
1. Moulay Hassan (2003), oudste zoon van koning Mohammed VI van Marokko.
2. Moulay Rachid (1970), broer van Mohammed VI, tweede zoon van Hassan II van Marokko
3. Moulay Ahmed (2016), neef (oomzegger) van Mohammed VI, zoon van Moulay Rachid
4. Moulay Hicham (1964), neef van Mohammed VI, zoon van Moulay Abdallah, kleinzoon van Mohammed V van Marokko
5. Moulay Ismail (1981), neef van Mohammed VI, zoon van Moulay Abdallah, kleinzoon van Mohammed V van Marokko
6. Moulay Abdallah (2010), achterneef van Mohammed VI, zoon van Moulay Ismail, achterkleinzoon van Mohammed V van Marokko